# Peter Andersson (skådespelare)
Ulf Harry Peter Andersson, född 12 februari 1953 i Masthugget, Göteborg,  är en svensk skådespelare.
Han har förutom att spela på Dramaten och Stockholms Stadsteater synts bland annat i filmen Änglagård och filmserierna Män som hatar kvinnor och Wallander. I TV-programmet Bäst i test är han känd som "Karategubben". Han sommarpratade 2010.

## Biografi
Andersson växte upp med en ensamstående mamma efter att pappan, som var sjökapten, dött då Peter var 10 år gammal. Han utbildades vid Scenskolan i Göteborg mellan 1974 och 1977. Han har varit fast anställd vid Dramaten under 1980- och 90-talet och har sedan 1985 även varit filmskådespelare. Vid sidan av att ha filmat med några av landets största regissörer, som Björn Runge och Colin Nutley, har Andersson också spelat i flera av Lars Noréns pjäser.
Andersson träffade sin fru 1999 när han spelade i pjäsen Skuggpojkarna, där hon arbetade bakom scenen.

## Utmärkelser
- 2015 – Kristallen 2015 för "Årets manliga skådespelare i en tv-produktion".
- 2019 –  Medaljen Litteris et Artibus för framstående konstnärliga insatser som skådespelare.[5]
- 2022 – Svenska Akademiens teaterpris.[6]

## Filmografi (i urval)
- 1987 – Lysande landning (TV-serie)
- 1988 – Jungfruresan
- 1989 – Hassel – Säkra papper
- 1989 – Soldaten i garderoben
- 1990 – Fiendens fiende (TV-serie)
- 1990 – Den svarta cirkeln (TV-serie)
- 1991 – Freud flyttar hemifrån...
- 1992 – Änglagård
- 1993 – Sista dansen
- 1993 – Älska, älskar inte
- 1994 – Utmaningen
- 1994 – Änglagård – andra sommaren
- 1995 – Älskar, älskar inte
- 1995 – Som löven i Vallombrosa (TV-teater)
- 1996 – Ett sorts Hades (TV-teater)
- 1996 – Kalle Blomkvist – Mästerdetektiven lever farligt
- 1996 – Pusher
- 1997 – Spring för livet
- 1996–1999 – Anna Holt (TV-serie)
- 1998 – Aspiranterna (TV-serie)
- 1999 – Noll tolerans
- 2000 – Blinkande lyktor
- 2000 – Judith (TV-serie)
- 2000 – Vägen till El Dorado (röst)
- 2000 – Miraklernas man
- 2001 – Sprängaren
- 2002 – Spirit – Hästen från vildmarken (röst)
- 2003 – Om jag vänder mig om
- 2004 – Graven (TV-serie)
- 2005 – Van Veeteren – Carambole
- 2005 – Mun mot mun
- 2006 – 7 miljonärer
- 2006 – Bota mig! (TV-serie)
- 2006 – Snapphanar (TV-serie)
- 2006 – Quinze
- 2007 – En spricka i kristallen (TV-serie)
- 2008 – Kautokeinoupproret
- 2009 – Johan Falk – Leo Gaut
- 2009 – Män som hatar kvinnor
- 2009 – Flickan som lekte med elden
- 2009 – Kommissarien och havet - Den döende dandyn (TV-serie)
- 2011 – Någon annanstans i Sverige
- 2012 – Hamilton – I nationens intresse
- 2012 – Dom över död man
- 2013 – Wallander – Den orolige mannen
- 2013 – Ego
- 2014 – Jack Ryan: Shadow Recruit
- 2014 – Flugparken
- 2014 – Viva Hate (TV-serie)
- 2015 – The Vatican Tapes[7]
- 2015 – Jordskott (TV-serie)
- 2016 – Underworld 5[8]
- 2016 – Black widows (TV-serie)
- 2018 – Innan vintern kommer
- 2020 – Hamilton (TV-serie)
- 2020 – Orca
- 2021 – Den osannolika mördaren (TV-serie)
- 2023 – Från trakten (TV-serie)
- 2025 – If I Had Legs I'd Kick You

## Teater

### Roller (ej komplett)
| År   | Roll                 | Produktion                                                                           | Regi                 | Teater                                           |
| ---- | -------------------- | ------------------------------------------------------------------------------------ | -------------------- | ------------------------------------------------ |
| 1977 | Ljamsjin             | Onda andar (Бѣсы, Bésy) Fjodor Dostojevskij                                          | Ernst Günther        | Dramaten                                         |
| 1979 | Body                 | Kollontaj Agneta Pleijel                                                             | Alf Sjöberg          | Dramaten                                         |
| 1979 | Claudio              | Lika för lika (Measure for Measure) William Shakespeare                              | Donya Feuer          | Dramaten                                         |
| 1980 | Förste mördaren      | Rikard III (The Life and Death of King Richard the Third) William Shakespeare        | Lars Göran Carlson   | Dramaten                                         |
| 1981 | Meyers               | Heliga Johanna från slakthusen (Die heilige Johanna der Schlachthöfe) Bertolt Brecht | Benno Besson         | Dramaten                                         |
| 1982 | Sopan                | Klassfiende (Class Enemy) Nigel Williams                                             | Håkan Bjerking       | Dramaten                                         |
| 1984 | Frankland            | Kung Lear (King Lear) William Shakespeare                                            | Ingmar Bergman       | Dramaten                                         |
| 1986 | Malcolm              | Macbeth William Shakespeare                                                          | Christian Tomner     | Dramaten                                         |
| 1991 | Shane                | Och ge oss skuggorna Lars Norén                                                      | Björn Melander       | Dramaten                                         |
| 1992 | Harald               | Tiden är vårt hem Lars Norén                                                         | Björn Melander       | Dramaten                                         |
| 1998 | Sten                 | Personkrets 3:1 Lars Norén                                                           | Lars Norén           | Riksteatern/Dramaten                             |
| 1999 | Olof                 | Skuggpojkarna Lars Norén                                                             | Vibeke Bjelke        | Riksteatern/Dramaten                             |
| 2001 | Mick                 | Fastighetsskötaren (The Caretaker) Harold Pinter                                     | Thommy Berggren      | Stockholms stadsteater                           |
| 2002 | Astrov               | Morbror Vanja (Дядя Ваня, Djadja Vanja) Anton Tjechov                                | Thommy Berggren      | Stockholms stadsteater                           |
| 2006 | Lenny                | Hemkomsten (The Homecoming) Harold Pinter                                            | Thommy Berggren      | Stockholms stadsteater                           |
| 2007 | Gregers              | Vildanden Henrik Ibsen                                                               | Thommy Berggren      | Stockholms stadsteater                           |
| 2009 | Pozzo                | I väntan på Godot (En attendant Godot) Samuel Beckett                                | Thommy Berggren      | Stockholms stadsteater                           |
| 2010 | Goldberg             | Födelsedagskalaset (The Birthday Party) Harold Pinter                                | Thommy Berggren      | Stockholms stadsteater                           |
| 2011 | Brack                | Hedda Gabler Henrik Ibsen                                                            | Eva Dahlman          | Dramaten                                         |
| 2014 | Morell               | Candida George Bernard Shaw                                                          | Thommy Berggren      | Kulturhuset Stadsteatern                         |
| 2015 | Hamm                 | Slutspel (Fin de partie) Samuel Beckett                                              | Thommy Berggren      | Kulturhuset Stadsteatern                         |
| 2016 | André                | Pappan (Le Père) Florian Zeller                                                      | Stefan Metz          | Kulturhuset Stadsteatern                         |
| 2017 | John Gabriel Borkman | Bankdirektör Borkman (John Gabriel Borkman) Henrik Ibsen                             | Dritëro Kasapi       | Kulturhuset Stadsteatern                         |
| 2017 | George               | Vem är rädd för Virginia Woolf? (Who's Afraid of Virginia Woolf?) Edward Albee       | Thommy Berggren      | Kulturhuset Stadsteatern                         |
| 2018 | A                    | Vintermusik Lars Norén                                                               | Sofia Jupither       | Kulturhuset Stadsteatern                         |
| 2019 |                      | Barnen (The Children) Lucy Kirkwood                                                  | Stefan Metz          | Kulturhuset Stadsteatern/ Teater Giljotin        |
| 2020 | Pappa                | Katt på hett plåttak (Cat on a Hot Tin Roof) Tennessee Williams                      | Stefan Larsson       | Kulturhuset Stadsteatern/ Dramaten/ Maximteatern |
| 2021 | Pappa                | Katt på hett plåttak (Cat on a Hot Tin Roof) Tennessee Williams                      | Stefan Larsson       | Kulturhuset Stadsteatern/ Dramaten/ Maximteatern |
| 2022 | Roote                | Drivhuset (The Hothouse) Harold Pinter                                               | Stefan Metz          | Kulturhuset Stadsteatern                         |
| 2022 | Alexander Serenius   | Morbror Janne – Scener från livet på landet (Дядя Ваня, Djadja Vanja) Anton Tjechov  | Alexander Mørk-Eidem | Kulturhuset Stadsteatern                         |
| 2023 | Steve Binjuré        | Revisorn (Ревизо́р, Revizór) Nikolaj Gogol                                            | Frida Röhl           | Kulturhuset Stadsteatern                         |
| 2023 | Claudius             | Hamlet William Shakespeare                                                           | Sunil Munshi         | Kulturhuset Stadsteatern                         |
| 2024 | Lear                 | Kung Lear (King Lear) William Shakespeare                                            | Falk Richter         | Dramaten                                         |
| 2025 |                      | Skammen Ingmar Bergman                                                               | Mattias Andersson    | Dramaten                                         |
| 2025 | Fadren               | Fadren August Strindberg                                                             | F.A. Cambel          | Kulturhuset Stadsteatern                         |

## Ljudboksuppläsningar (urval)
- 2004 - Villospår av Henning Mankell
- 2004 - Brandvägg av Henning Mankell
- 2004 - Den femte kvinnan av Henning Mankell
- 2005 - Steget efter av Henning Mankell
- 2009 - Hypnotisören av Lars Kepler
- 2011 - Gustavs grabb av Leif GW Persson